# 本頓海茨 (密歇根州)
本頓海茨（英語：Benton Heights）是位於美國密歇根州貝林縣的一個普查規定居民點。

## 人口
根據2020年美國人口普查的數據，本頓海茨的面積為10.00平方千米，當中陸地面積為9.99平方千米，而水域面積為0.01平方千米。當地共有人口3652人，而人口密度為每平方千米365.2人。